# Ефект Садовського

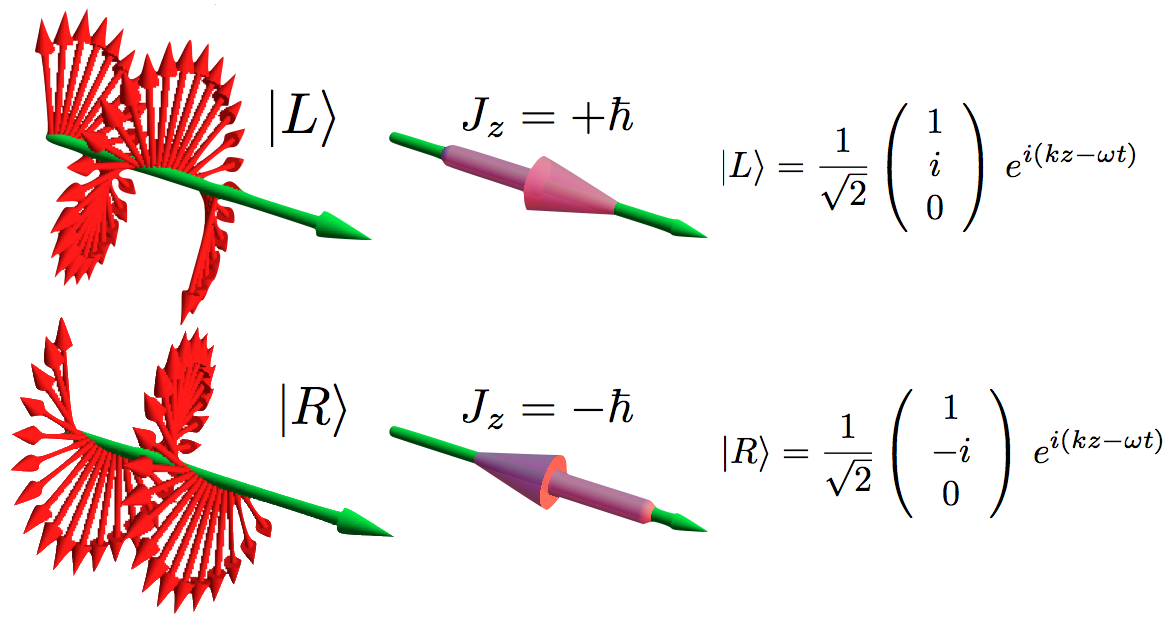
Ілюстрація квантово-механічного пояснення виникнення ефекту Садовського

Ефе́кт Садо́вського — поява механічного крутного моменту, який діє на тіло, що опромінюється поляризованим світлом. Існування пондеромоторної обертової дії оптичного випромінювання на кристали О. І. Садовський показав в 1899 році в своїй докторській дисертації, хоча перші експериментальні результати датуються ще 1894 роком.  В одному з висновків дисертації вказано, що у чвертьхвильовій кристалічній пластинці, здатній змінювати поляризацію випромінювання, за нормального падіння на неї поляризованого світла виникає крутний момент. Теоретичні розрахунки роботи проводив український вчений М.П.Косач. Роботи проводились на фізико-математичному факультеті Юріївського (Тартуського) університету.
Ефект обумовлений наявністю у еліптично поляризованої електромагнітної хвилі відмінного від нуля моменту імпульсу, який передається кристалічній пластинці.  Пластинка поглинає цю хвилю або змінює стан її поляризації. Експериментально вперше ефект Садовського спостерігав американський учений Річард Бет (англ. Richard A. Beth) в 1935 році. Крутний момент пластинки площею 1 см² у випадку видимого діапазону світла — малий (близько 10−9 ерг).